# Euzebije Fermendžin
Euzebije Fermendžin (Vinga, 21. rujna 1845. - Našice, 25. lipnja 1897.), hrvatski povjesničar bugarskog porijekla.

## Životopis
U franjevački red stupio je 1862. godine, a filozofsko-teološki studij pohađao je u Radni, Vukovaru i Beču. Godine 1868. zaređen je za svećenika. Od 1869. predaje filozofiju i nekoliko biblijskih predmeta u Vukovaru, Iloku i Baji. Od 1882. do 1889. godine obavlja dužnost generalnog definitora franjevačkog reda u Rimu. Osobito se zanimao za crkvenu povijest Bugarske i Bosne.

## Djela
- Bugarske crkvene isprave od 1565. do 1779. godine (Acta Bulgariae Ecclesiastica ab a. 1565. usque ad a. 1779), Zagreb, 1887.
- Bosanske osobito crkvene isprave s izvadcima regesta dokumenata objavljenih od 925. do 1752 (Acta Bosnae potissimum ecclesiastica cum insertis editorum documentorum regestis ab anno 925 usque ad annum 1752), Zagreb, 1892. h
- Hrvatske osobito crkvene isprave (Acta Croatiae potissimum ecclesiastica), rukopis